# Poecilotheria rufilata
Poecilotheria rufilata är en spindelart som beskrevs av Pocock 1899. Poecilotheria rufilata ingår i släktet Poecilotheria och familjen fågelspindlar. IUCN kategoriserar arten globalt som starkt hotad. Inga underarter finns listade i Catalogue of Life.